# Concurso Jean Sibelius

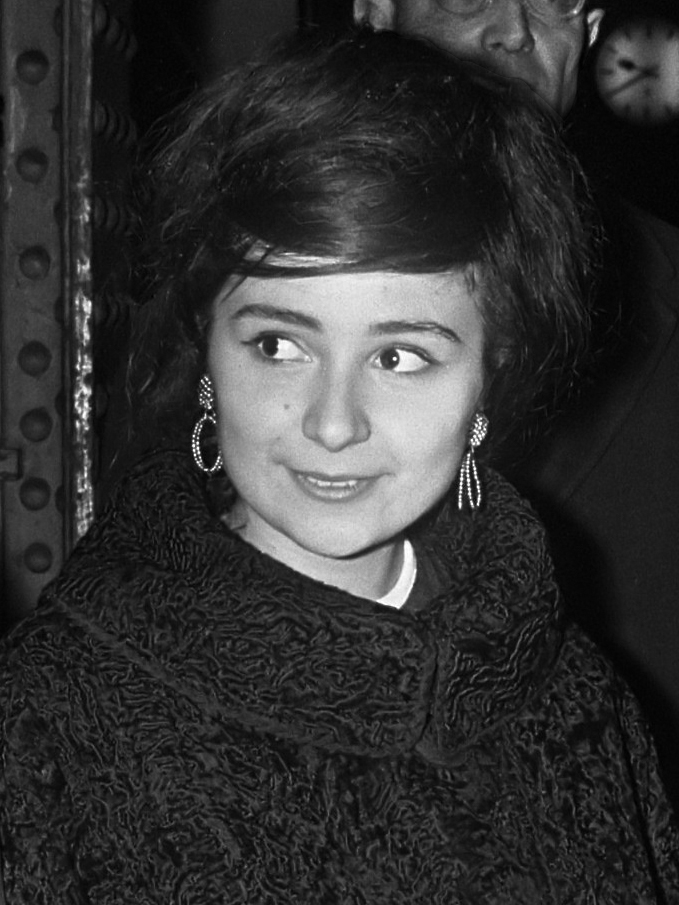
Liana Isakadze (1967). Llegada de la Orquesta Estatal Rusa al CS Amsterdam. 24 de noviembre de 1967

El Concurso Internacional de Violín Jean Sibelius es un concurso musical de violín finlandés en homenaje al compositor Jean Sibelius (1865-1957), organizado por la Academia Sibelius y la Sociedad Sibelius. Fue creado en 1965, y se celebra en Helsinki cada 5 años.
Es uno de los concursos para violín más prestigiosos del mundo.

## Ganadores
| Evento | Oro                         | Plata                 | Bronce                            |
| ------ | --------------------------- | --------------------- | --------------------------------- |
| 1965   | Oleg Kagan                  | Joshua Epstein        | Valery Gradov                     |
| 1970   | Liana Isakadze Pavel Kogan  | No otorgado           | Otto Armin                        |
| 1975   | Yuval Yaron                 | Ilya Grubert          | Eugene Sârbu                      |
| 1980   | Viktoria Mullova            | Sergei Stadler        | Andrés Cárdenes                   |
| 1985   | Ilya Kaler Leónidas Kavakos | No otorgado           | Vilmos Szabadi                    |
| 1990   | No otorgado                 | Cristina Anghelescu   | Sigrún Edvaldsdóttir Akiko Tanaka |
| 1995   | Pekka Kuusisto              | Lisa Batiashvili      | Madoka Sato Nikolaj Znaider       |
| 2000   | Serguéi Jachatrián          | Natsumi Tamai         | Zhi-Jiong Wang Sayako Kusaka      |
| 2005   | Alina Pogostkina            | Jiafeng Chen          | Hyun-Su Shin Wei Wen              |
| 2010   | Nikita Borisoglebsky        | Petteri Iivonen       | Esther Yoo                        |
| 2015   | Christel Lee                | Emmanuel Tjeknavorian | Friederike Starkloff              |
| 2022   | In Mo Yang                  | Nathan Meltzer        | Dmytro Udovychenko                |